# Trentepohlia (Mongoma) argopoda
Trentepohlia (Mongoma) argopoda is een tweevleugelige uit de familie steltmuggen (Limoniidae). De soort komt voor in het Oriëntaals gebied.